# General Electric F414

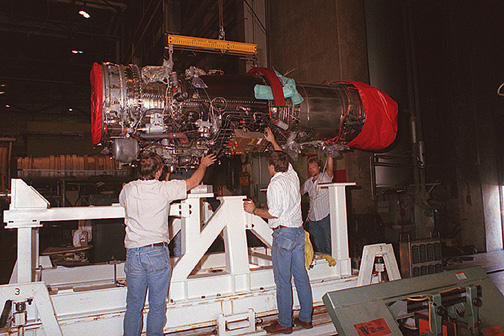
S'està instal·lant un motor General Electric F414 en un banc de proves.

El General Electric F414 és un motor turboventilador de postcombustió nord -americà de la classe d'empenta de 22.000 lliures (98 kN) produït per GE Aerospace (abans GE Aviation). El F414 es va originar a partir del turboventilador F404 de GE àmpliament utilitzat, ampliat i millorat per utilitzar-lo al Boeing F/A-18E/F Super Hornet. El motor es va desenvolupar a partir del turboventilador sense postcombustió F412 previst per a l'A-12 Avenger II, abans de ser cancel·lat.

## Disseny i desenvolupament

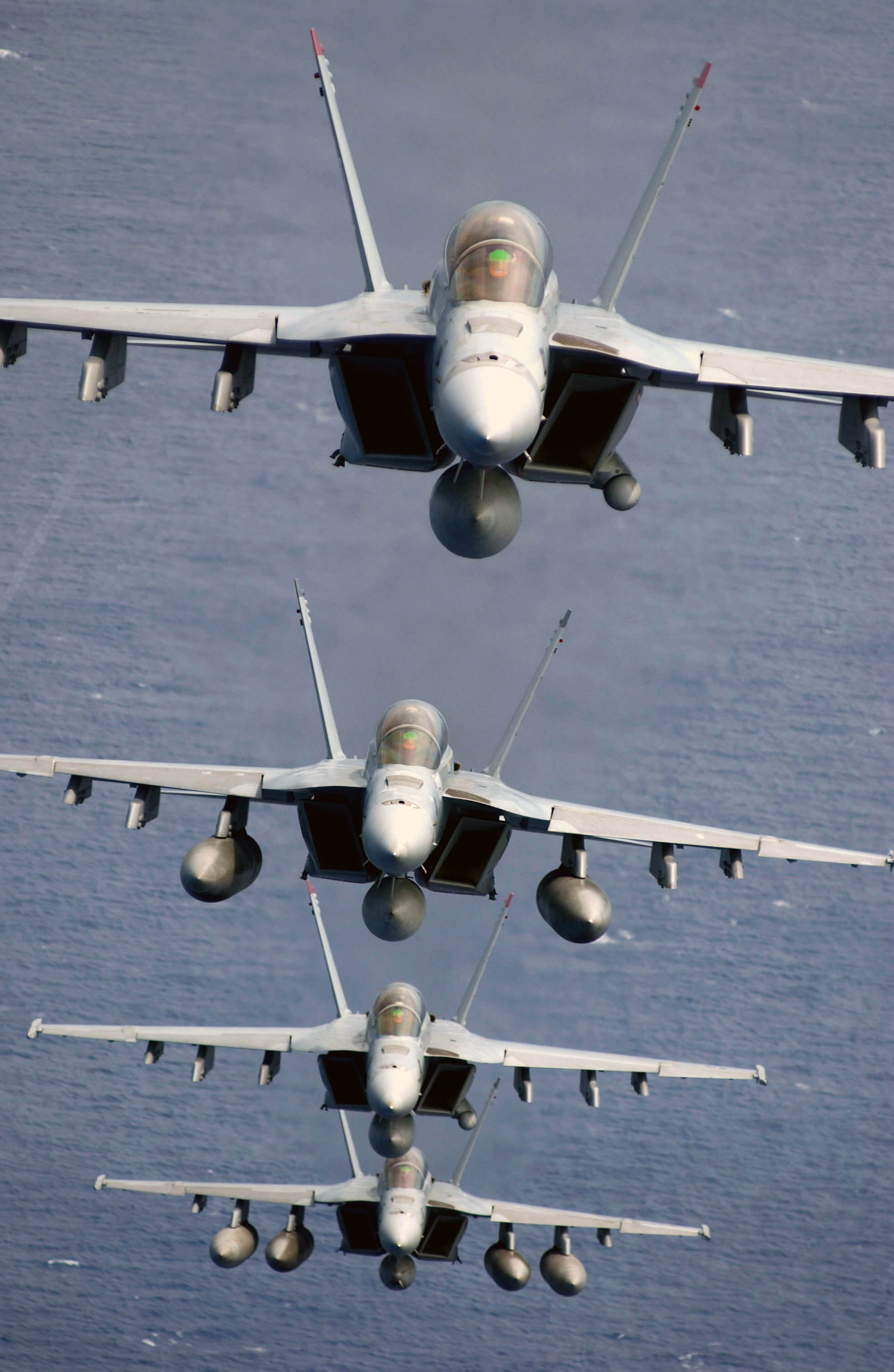
F/A-18 Super Hornets, impulsat pel F414-GE-400

### Orígens
GE va evolucionar el F404 en el turboventilador sense postcombustió F412-GE-400 per al McDonnell Douglas A-12 Avenger II. Després de la cancel·lació de l'A-12, la investigació es va dirigir cap a un motor per a l'F/A-18E/F Super Hornet. GE va presentar amb èxit el F414 com un derivat de baix risc del F404, en lloc d'un nou motor més arriscat. El motor F414 es va imaginar originalment com no utilitzant cap material o procés no utilitzat a l'F404, i va ser dissenyat per adaptar-se a la mateixa empremta que l'F404.
El F414 utilitza el control digital del motor (FADEC) central i de plena autoritat de l'F412 i el sistema de baixa pressió del motor YF120 desenvolupat per a la competició Advanced Tactical Fighter. Una de les principals diferències entre el F404 i el F414 és la secció del ventilador. El ventilador F414 és més gran que el del F404, però més petit que el ventilador F412. El ventilador més gran augmenta el flux d'aire del motor en un 16% i és 5 polzades (13 cm) més llarg. Per mantenir l'F414 en el mateix sobre, o espai ocupat a la cèl·lula, que l'F404, la secció de postcombustió es va escurçar en 4 in (10 cm) i la combustió escurçada en 1 in (2.5 cm). També s'ha canviat respecte al F404 la construcció de les tres primeres etapes del compressor d'alta pressió, que són blisks en lloc de discos separats i fulles amb cua de milano, estalviant 50 lliures (23 kg) de pes. El F414 utilitza un sistema "combustibledraulic" per controlar l'àrea del broquet convergent-divergent a la secció de postcombustió. Els actuadors del broquet utilitzen combustible del motor, mentre que el F404 utilitza un sistema hidràulic del motor. Els actuadors "fueldraulics" per a broquets de postcombustió s'utilitzen des de la dècada de 1960 al Pratt & Whitney J58 i Rolls-Royce Turbomeca Adour per exemple. També s'utilitzen per girar el broquet VTOL per al Rolls-Royce LiftSystem.

## Aplicacions
- Boeing EA-18G Growler
- Boeing F/A-18E/F Super Hornet
- EADS Mako/HEAT
- HAL Tejas Mk2
- HAL TEDBF
- HAL AMCA
- KAI KF-21 Boramae
- Lockheed Martin X-59 QueSST
- Saab JAS 39E/F Gripen

## Especificacions

### F414-GE-400
Dades de GE Aviation, Deagal.com i MTU Aero Engines
Característiques generals:
Tipus: turboventilador de postcombustió Longitud: 154 polzades (391 cm) Diàmetre: 35 polzades (89 cm) Pes en sec: 2.445 lb (1.110 kg) de pes màxim Components Compressor: compressor axial amb 3 etapes de baixa pressió i 7 etapes d'alta pressió Combustors: anulars Turbina: 1 etapa de baixa pressió i 1 etapa d'alta pressió
Rendiment Empenta màxima:
13.000 lbf (57,8 kN) d'empenta militar 22.000 lbf (97,9 kN) amb postcombustió Relació de pressió total: 30:1 Relació de bypass: 0,25:1 Flux de massa d'aire: 170 lb/s (77,1 kg/s) Consum específic de combustible: 14.700 lb @ 0,840 lb/HR/lb st (sense postcombustió); 22.000 lliures (post-combustió) @ 1.850 lb/HR/lb st [cita necessària] Relació empenta/pes: 9